# Hit Mania Dance Estate 1995
Hit Mania Dance Estate 1995 è una raccolta di 36 successi eurodance, house e techno pubblicata in doppio CD e doppia MC durante l'estate del 1995.
Si tratta della prima compilation estiva della collana Hit Mania ed è mixata come le precedenti da Paolo Bolognesi e Amerigo Provenzano.
Il prezzo di vendita del doppio CD era di L. 37.000 mentre quello della doppia musicassetta L. 27.000.
La copertina è stata curata e progettata da Gorial.

## Tracce

### Disco 1
1. The Bucketheads – The Bomb – 2:44
2. Alex Party – Wrap Me Up – 3:19
3. Blast – Sex & Infidelity (feat. V.D.C.) – 1:58
4. Ti.Pi.Cal. – The Colour Inside (feat. Josh) – 2:42
5. B.A.R. – Come Together (feat. Roxy) – 3:44
6. Tony Di Bart – Why Did Ya – 3:19
7. Max-A-Million – Fat Boy – 1:58
8. Gillette – You're A Dog – 3:13
9. Sweetbox – Booyah (Here We Go) (feat. Kimberly Kearney) – 3:13
10. Old Skool – Let Me In – 2:25
11. The Coming Out Crew – Free Gay & Happy – 2:27
12. Double Dee – Come Into My Life – 2:40
13. Joy Salinas – Let Me Say I Do – 2:51
14. Moseph Cat – My Children – 3:06
15. Isha-D – Stay (Tonight) – 3:10
16. 2 Unlimited – Nothing Like the Rain – 3:22
17. Fierce Child – Men Adore Whore – 2:24
18. Indiana – Tears On My Face (I Can See The Rain) – 4:23

Durata totale: 52:58

### Disco 2
1. Netzwerk – Memories (feat. Simone Jackson) – 2:45
2. Corona – Baby Baby (feat. Sandy) – 3:32 (Francesco Bomtempi e Antonia Bottari; edizioni musicali Many Edizioni Musicali)
3. G.E.M. – Quiero Volar – 2:57
4. Polo – I Want You – 2:30
5. Double You – Dancing With An Angel (feat. Sandy) – 3:18
6. U.s.u.r.a. & Datura – Infinity – 3:00
7. Prezioso – Don't Stop – 3:20
8. Taleesa – Burning Up – 3:07
9. General Base – I See You (Remix) – 2:29
10. Mauro Pilato & Max Monti Gam Gam – Clap Clap – 3:50
11. Mato Grosso – Moai – 3:19
12. Los Tres Amigos – Macarena – 2:18
13. Jinny – Wanna Be With U – 2:57
14. D.D.Why – Take Me Over – 3:32
15. Molella – XS – 2:45
16. Scooter – Friends – 3:19
17. Magic Illusion – Love Me In The Space – 2:38
18. Cappella – Tell Me the Way – 3:48

Durata totale: 55:24